# Langenargen
Langenargen – miejscowość i gmina w Niemczech, w kraju związkowym Badenia-Wirtembergia, w rejencji Tybinga, w regionie Bodensee-Oberschwaben, w powiecie Jezioro Bodeńskie, siedziba związku gmin Eriskirch-Kressbronn am Bodensee-Langenargen. Leży u ujścia Argen do Jeziora Bodeńskiego.

## Zabytki
- zamek Montfort
- XVIII-wieczny kościół parafialny pw. św. Marcina[1].

## Współpraca
Miejscowości partnerskie:
- Arbon, Szwajcaria
- Bois-le-Roi, Francja
- Höckendorf, Saksonia
- Noli, Włochy

## Galeria

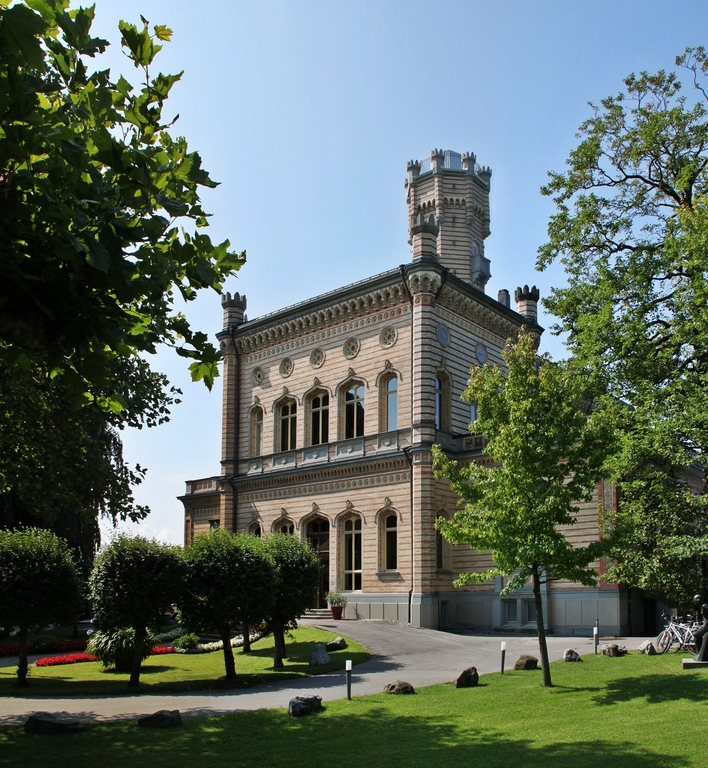
Zamek Montfort
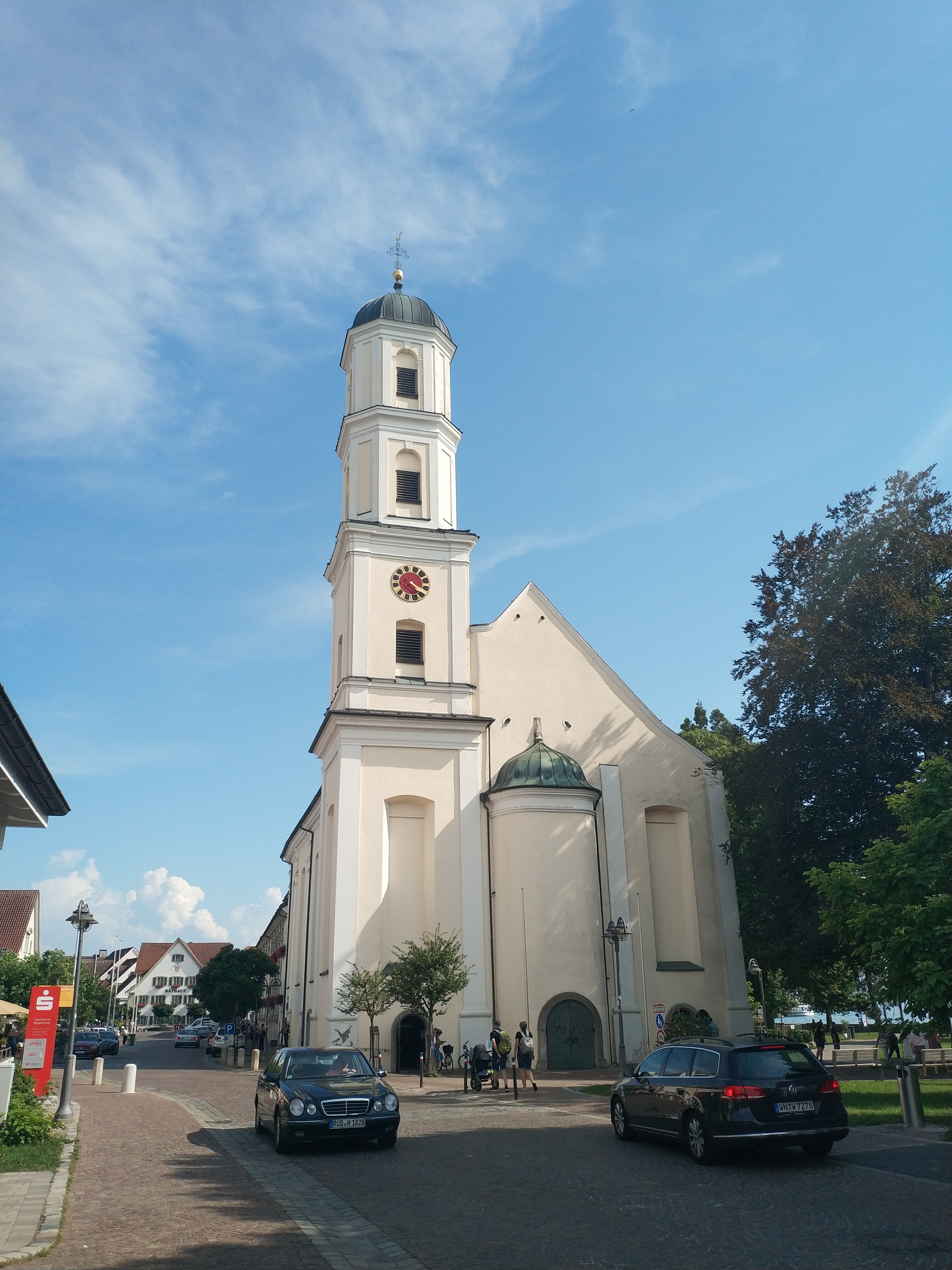
Kościół parafialny
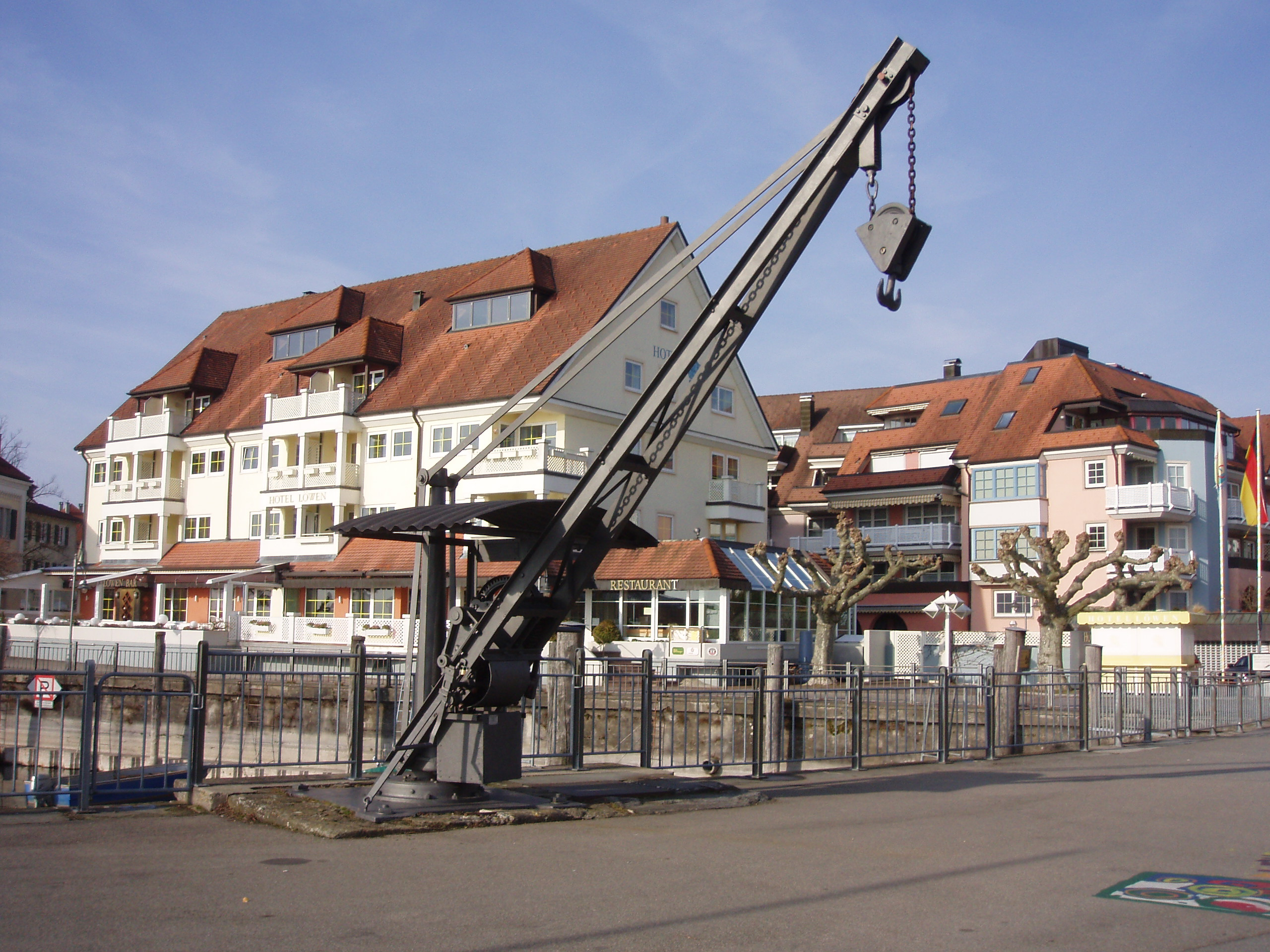
Dźwig portowy
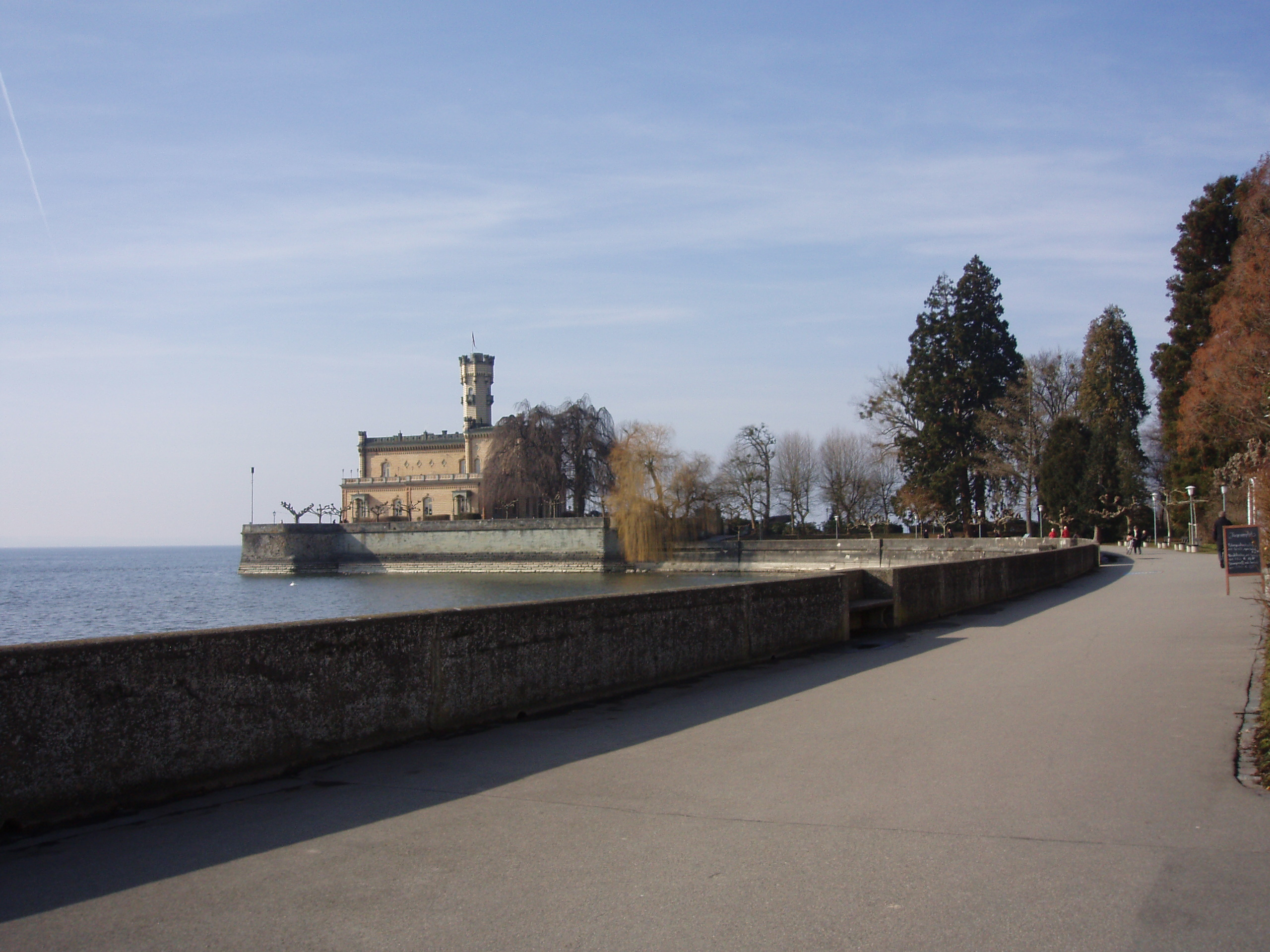
Promenada
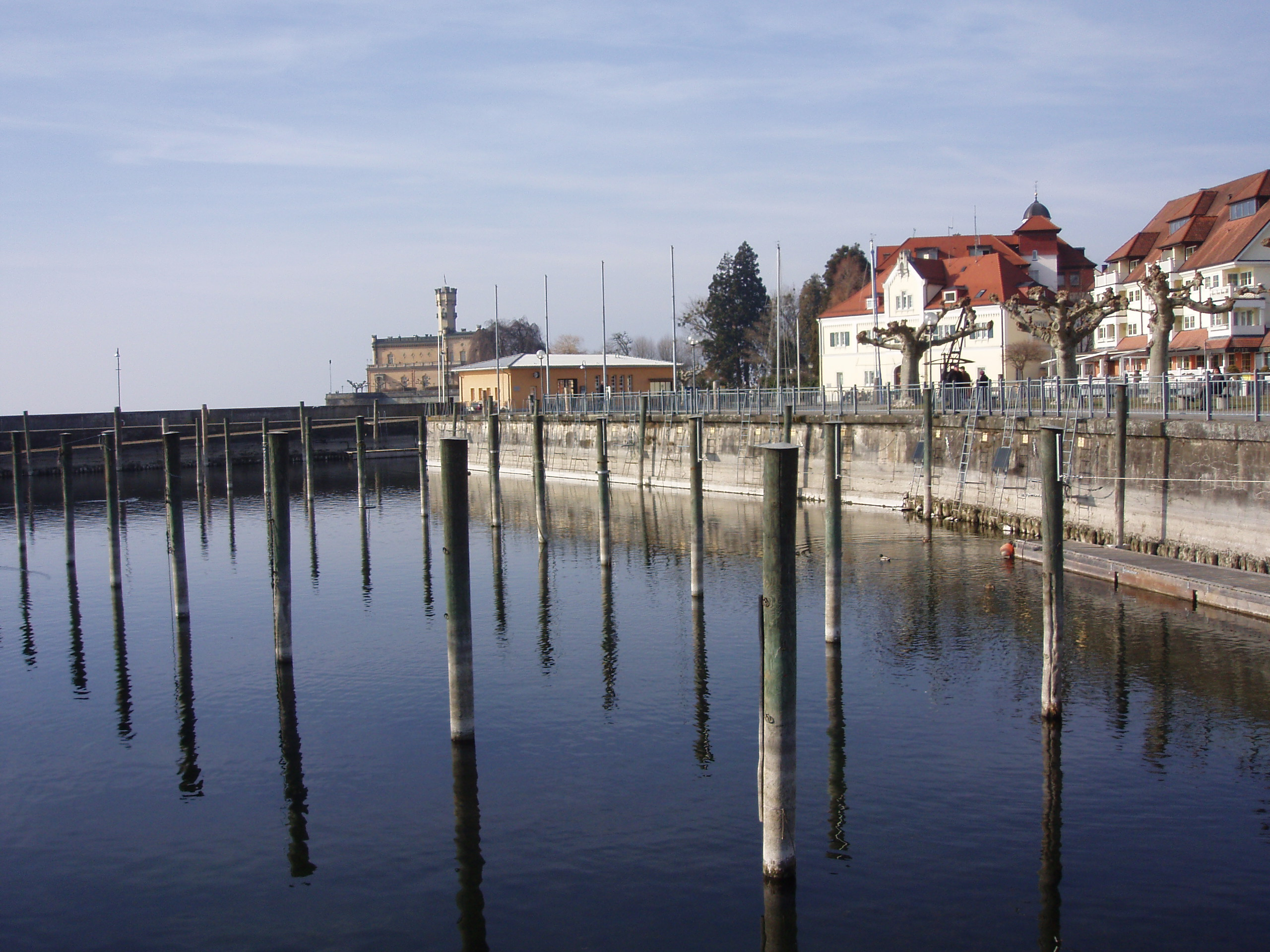
Port
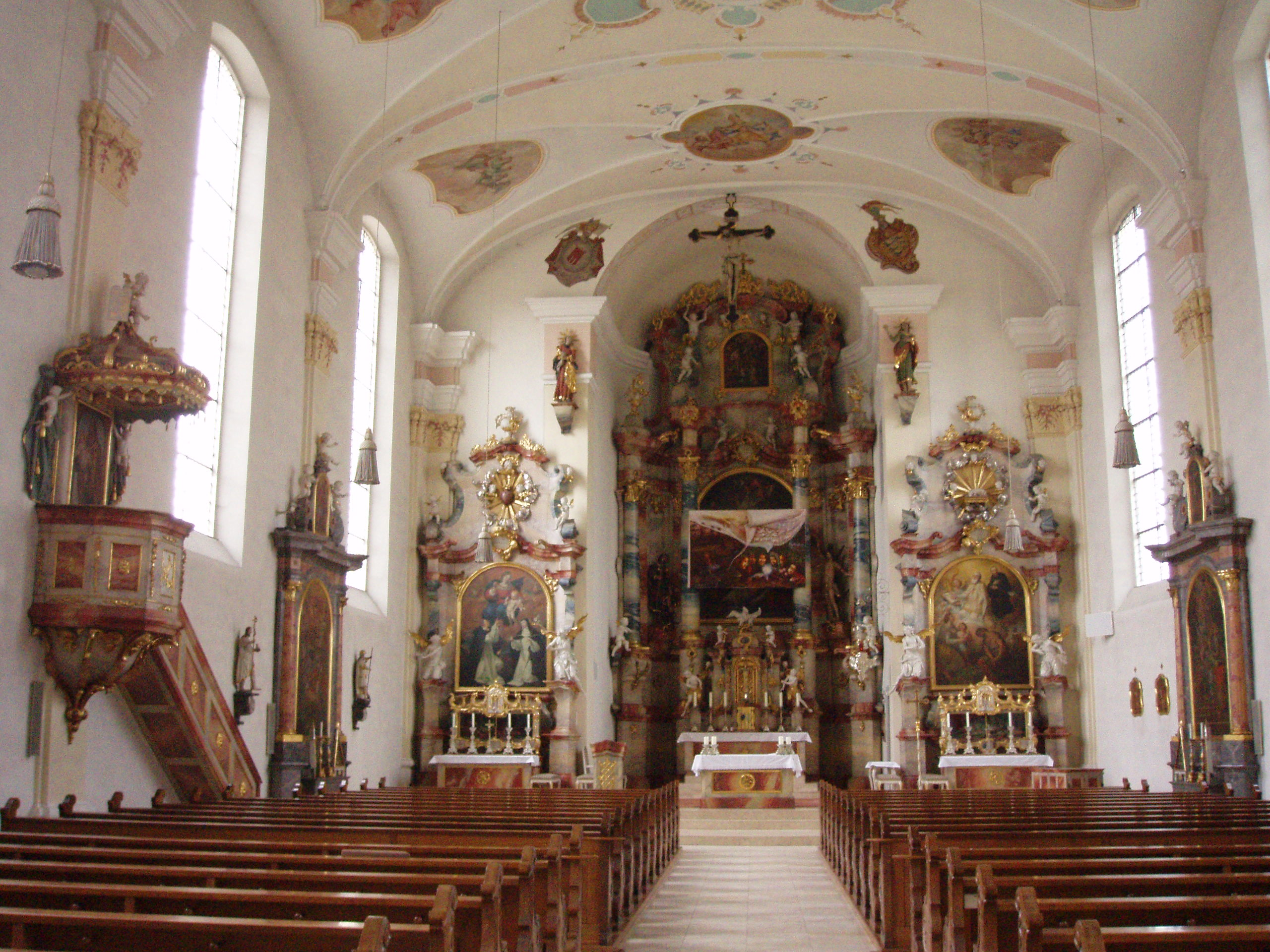
Wnętrze kościoła pw św. Marcina (St. Martin)